# Avond (lied)
Avond is een nummer van Boudewijn de Groot uit 1996. Het werd in 1997 en 2005 op single uitgebracht. Bij veel mensen is het lied bekend door de zin Ik geloof (in jou en mij). Lennaert Nijgh schreef het nummer in 1973 voor zijn toenmalige geliefde Anja Bak, de huidige vrouw van Boudewijn de Groot.

## Ontvangst
De oorspronkelijke versie van het lied is in 1973 als De Avond geschreven door De Groot en Nijgh voor het album In de uren van de middag van Rob de Nijs. De tekst werd door Nijgh geschreven in de periode dat hij getrouwd was met Anja Bak.
Toen De Groot jaren later trouwde met diezelfde Bak, nam hij het nummer opnieuw op uit liefde voor haar. Hij paste de tekst iets aan. Avond verscheen in 1996 op het album Een nieuwe herfst, De Groots eerste album sinds 1984. Het lied werd in februari 1997 op cd-single uitgebracht en bereikte de 56e positie in de publieke hitlijst; toentertijd de Mega Top 100 op toen Radio 3FM. In de Nederlandse Top 40 op destijds Radio 538 werd géén notering behaald, de single bleef steken op de 5e positie in de Tipparade.
In de volgende theatertournees won het lied steeds meer aan populariteit bij het publiek, met gevolg dat het lied vaak luidkeels werd meegezongen, waar De Groot ook om vroeg. In 2005 verschenen vijf versies op de bonusschijf De Avonden bij het album Het eiland in de verte.

## Hitnoteringen

### Mega Top 100
| "Avond" in de Mega Top 100 binnen: 22-02-1997 | "Avond" in de Mega Top 100 binnen: 22-02-1997 | "Avond" in de Mega Top 100 binnen: 22-02-1997 | "Avond" in de Mega Top 100 binnen: 22-02-1997 | "Avond" in de Mega Top 100 binnen: 22-02-1997 | "Avond" in de Mega Top 100 binnen: 22-02-1997 | "Avond" in de Mega Top 100 binnen: 22-02-1997 | "Avond" in de Mega Top 100 binnen: 22-02-1997 | "Avond" in de Mega Top 100 binnen: 22-02-1997 | "Avond" in de Mega Top 100 binnen: 22-02-1997 | "Avond" in de Mega Top 100 binnen: 22-02-1997 | "Avond" in de Mega Top 100 binnen: 22-02-1997 |
| Week                                          | 1                                             | 2                                             | 3                                             | 4                                             | 5                                             | 6                                             | 7                                             | 8                                             | 9                                             | 10                                            |                                               |
| --------------------------------------------- | --------------------------------------------- | --------------------------------------------- | --------------------------------------------- | --------------------------------------------- | --------------------------------------------- | --------------------------------------------- | --------------------------------------------- | --------------------------------------------- | --------------------------------------------- | --------------------------------------------- | --------------------------------------------- |
| Nummer                                        | 89                                            | 82                                            | 67                                            | 61                                            | 59                                            | 56                                            | 61                                            | 72                                            | 84                                            | 89                                            | uit                                           |

### NPO Radio 2 Top 2000
Sinds de allereerste editie in december 1999 staat de single onafgebroken genoteerd in de jaarlijkse NPO Radio 2 Top 2000 van de Nederlandse publieke radiozender NPO Radio 2. Avond steeg al snel in de lijst: 428 (1999), 121 (2000), 41 (2001), 25 (2002), 8 (2003), 5 (2004). In 2005 kwam het single, na een oproep van toennalig NPO Radio 2-dj Frits Spits om eens te stemmen op een andere single dan Bohemian Rhapsody van Queen, op nummer 1. In de daaropvolgende jaren bleef de single in de top 10 van de NPO Radio 2 Top 2000 staan. De single was tot 2009, het jaar van het overlijden van Ramses Shaffy, de enige Nederlandstalige single welke in de top 10 van die lijst had gestaan.

| Nummer met noteringen in de NPO Radio 2 Top 2000 | '99 | '00 | '01 | '02 | '03 | '04 | '05 | '06 | '07 | '08 | '09 | '10 | '11 | '12 | '13 | '14 | '15 | '16 | '17 | '18 | '19 | '20 | '21 | '22 | '23 | '24 |
| ------------------------------------------------ | --- | --- | --- | --- | --- | --- | --- | --- | --- | --- | --- | --- | --- | --- | --- | --- | --- | --- | --- | --- | --- | --- | --- | --- | --- | --- |
| Avond                                            | 428 | 121 | 41  | 25  | 8   | 5   | 1   | 2   | 2   | 3   | 3   | 3   | 4   | 5   | 5   | 5   | 7   | 6   | 9   | 10  | 6   | 7   | 10  | 8   | 8   | 8   |

1. ↑  Een vetgedrukt getal geeft de hoogste notering aan.

### Evergreen Top 1000
| Evergreen Top 1000 "Avond" | Evergreen Top 1000 "Avond" | Evergreen Top 1000 "Avond" | Evergreen Top 1000 "Avond" | Evergreen Top 1000 "Avond" | Evergreen Top 1000 "Avond" | Evergreen Top 1000 "Avond" | Evergreen Top 1000 "Avond" | Evergreen Top 1000 "Avond" | Evergreen Top 1000 "Avond" | Evergreen Top 1000 "Avond" | Evergreen Top 1000 "Avond" | Evergreen Top 1000 "Avond" | Evergreen Top 1000 "Avond" | Evergreen Top 1000 "Avond" | Evergreen Top 1000 "Avond" | Evergreen Top 1000 "Avond" |
| Jaar                       | '08                        | '09                        | '10                        | '11                        | '12                        | '13                        | '14                        | '15                        | '16                        | '17                        | '18                        | '19                        | '20                        | '21                        | '22                        | '23                        |
| -------------------------- | -------------------------- | -------------------------- | -------------------------- | -------------------------- | -------------------------- | -------------------------- | -------------------------- | -------------------------- | -------------------------- | -------------------------- | -------------------------- | -------------------------- | -------------------------- | -------------------------- | -------------------------- | -------------------------- |
| Positie                    | -                          | -                          | -                          | -                          | -                          | -                          | -                          | 16                         | 7                          | 6                          | 11                         | 5                          | 5                          | 4                          | 4                          | 5                          |

## Covers
In 2022 zongen MEAU en Katie Koss een speciale hertaling van Avond in het Nederlands, Russisch en Oekraïens in het kader van de Giro 555-actie Samen in actie voor Oekraïne. Een versie met enkel zang van MEAU kwam in de eerste week van 2023 de Tipparade van de Nederlandse Top 40 binnen. Dit nummer was eveneens de titelsong van televisieserie Modern Love Amsterdam. Het nummer werd ook gecoverd in het vierde seizoen van de jeugdserie #LikeMe, waarin het nummer gezongen wordt door Hugo Sigal. 